# 船宮古墳
船宮古墳（ふなのみやこふん、船之宮古墳）は、兵庫県朝来市桑市にある古墳。形状は前方後円墳。兵庫県指定史跡に指定されている。
但馬地方では第2位の規模の古墳で、5世紀後半（古墳時代中期）頃の築造と推定される。

## 概要
| 古墳群 | 古墳名       | 形状       | 墳丘長  |
| ------ | ------------ | ---------- | ------- |
|        | 池田古墳     | 前方後円墳 | 136m    |
|        | 茶すり山古墳 | 円墳       | 直径90m |
|        | 船宮古墳     | 前方後円墳 | 91m     |
| 岡田   | 長塚古墳     | 前方後円墳 |         |
| 岡田   | 小丸山古墳   | 前方後円墳 |         |

兵庫県北部、円山川左岸の段丘上に築造された古墳である。現在は前方部に八幡神社が鎮座する。1980年（昭和55年）に測量調査が、1987-1989年度（昭和62-平成元年度）に墳丘裾部・周囲部の発掘調査が実施されている。
墳形は前方後円形で、前方部を北方に向ける。墳丘は3段築成。墳丘長は約91メートルを測り、但馬地方（兵庫県北部）では池田古墳（朝来市和田山町平野、136メートル）に次ぐ第2位の規模になる。墳丘くびれ部の左右には造出を有する。墳丘外表では葺石や円筒埴輪・形象埴輪（蓋形・盾形・動物形埴輪）が認められ、特に鼻輪を伴う牛形埴輪は全国的にも珍しい例として注目される。また墳丘周囲には盾形の周濠（幅10メートル）が巡らされており、周濠を含めた全長は約120メートルにおよぶ。埋葬施設および副葬品は明らかでない。
築造時期は、古墳時代中期の5世紀後半頃と推定される。被葬者は明らかでないが、国造級の豪族の首長墓と想定され、特に当地を治めた但遅麻国造の船穂足尼一族との関連を指摘する説がある。一帯は狭い平野であるが、このような大型の古墳が築造された背景として、円山川沿いが山陽・山陰地方を結ぶ交通路であったことが指摘される。
古墳域は1961年（昭和36年）に「船之宮古墳」の名称で兵庫県指定史跡に指定されている。

## 遺跡歴
- 1961年（昭和36年）5月12日、「船之宮古墳」として兵庫県指定史跡に指定[6]。
- 1980年（昭和55年）、測量調査（武庫川女子大学考古学研究会）[2][5]。
- 1987-1989年度（昭和62-平成元年度）、墳丘裾部・周囲部の発掘調査（旧朝来町教育委員会、1990年に報告書刊行）[2][5]。

## 墳丘
墳丘の規模は次の通り。

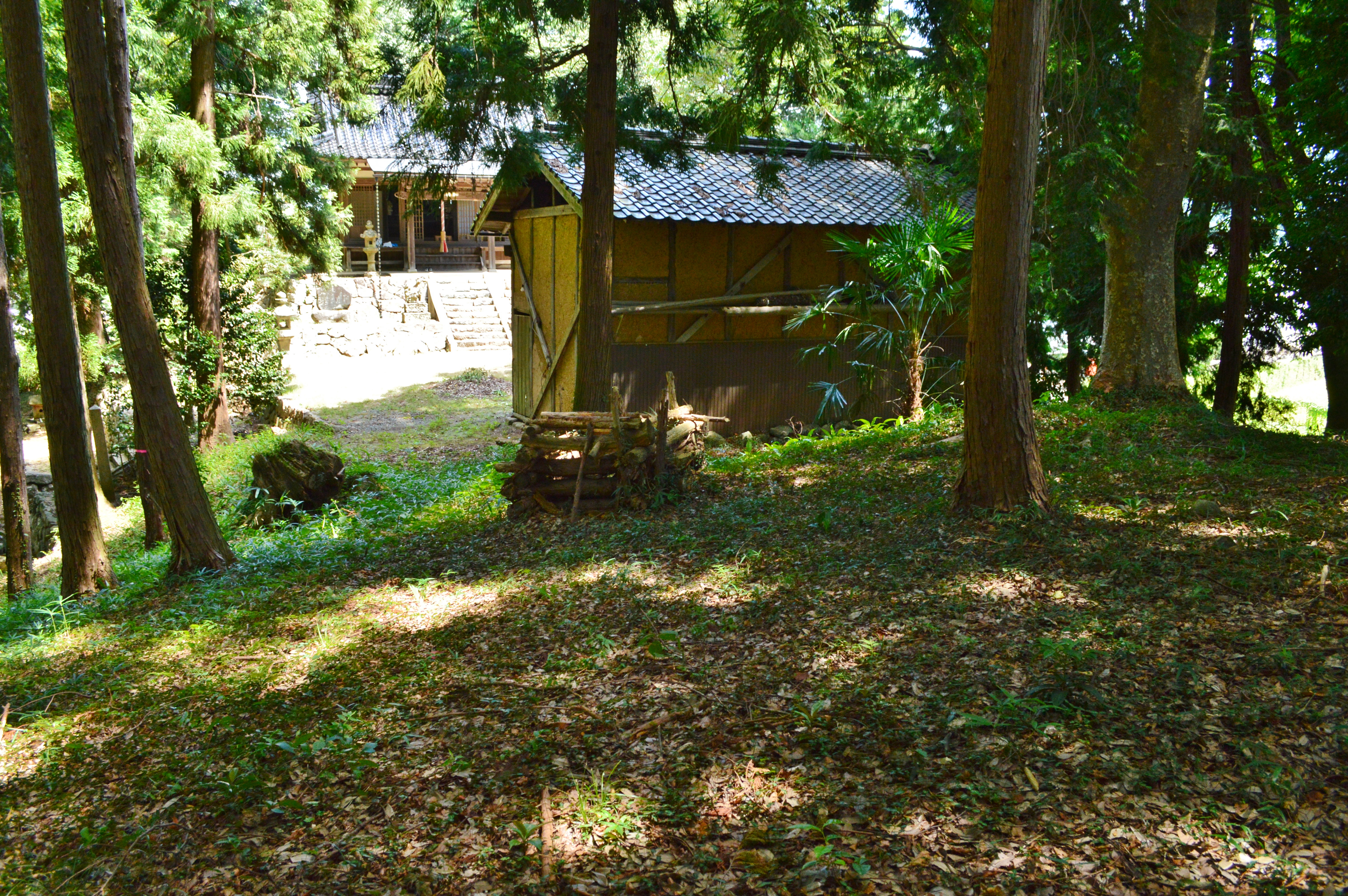
後円部から前方部を望む

- 古墳総長：約120メートル[3] - 周濠を含めた全長。
- 墳丘長：約91メートル
- 後円部 - 3段築成[4]。
  - 直径：約49メートル
  - 高さ：約6メートル
- 前方部 - 3段築成[4]。
  - 幅：約63メートル

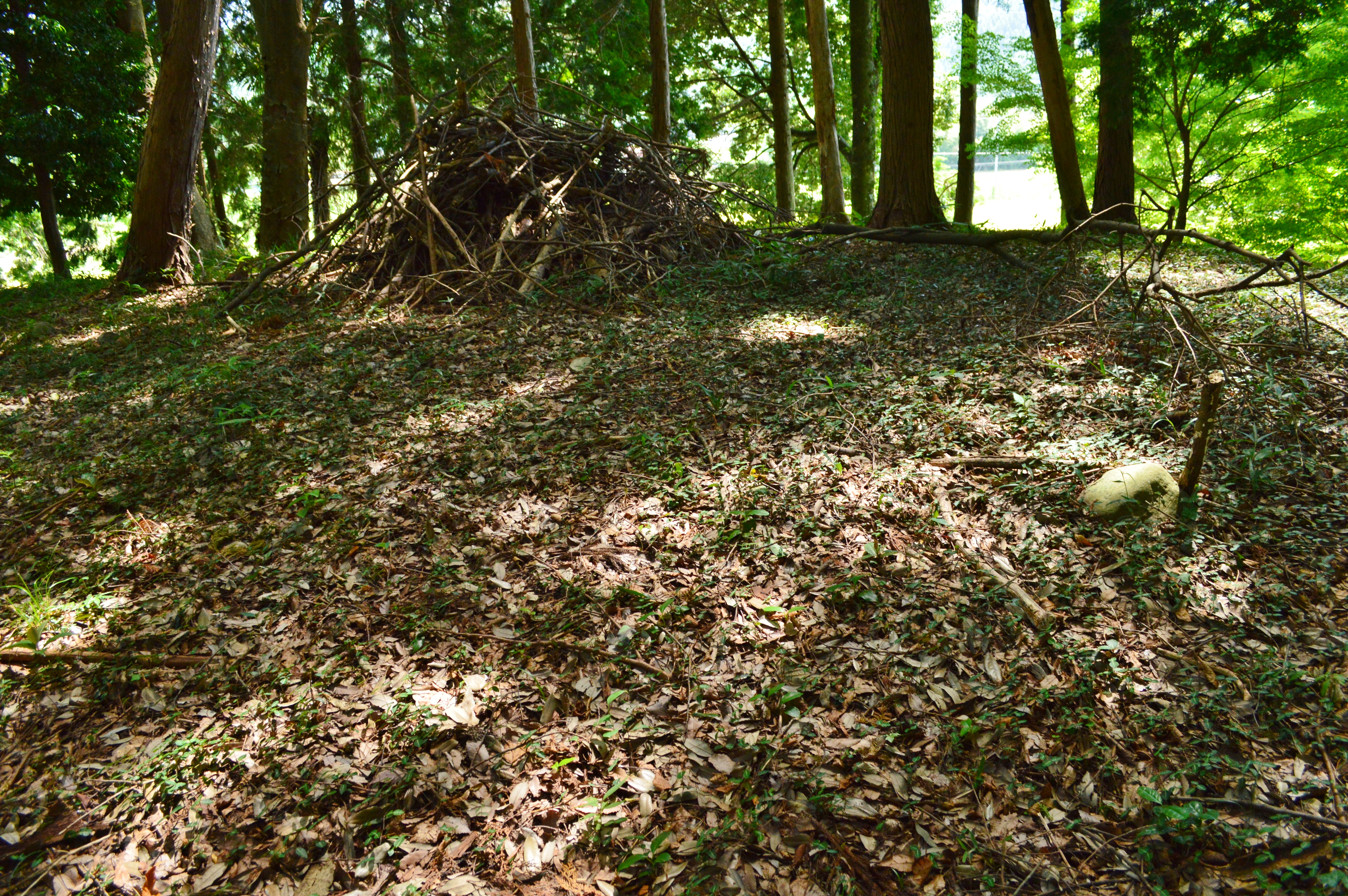
後円部墳頂
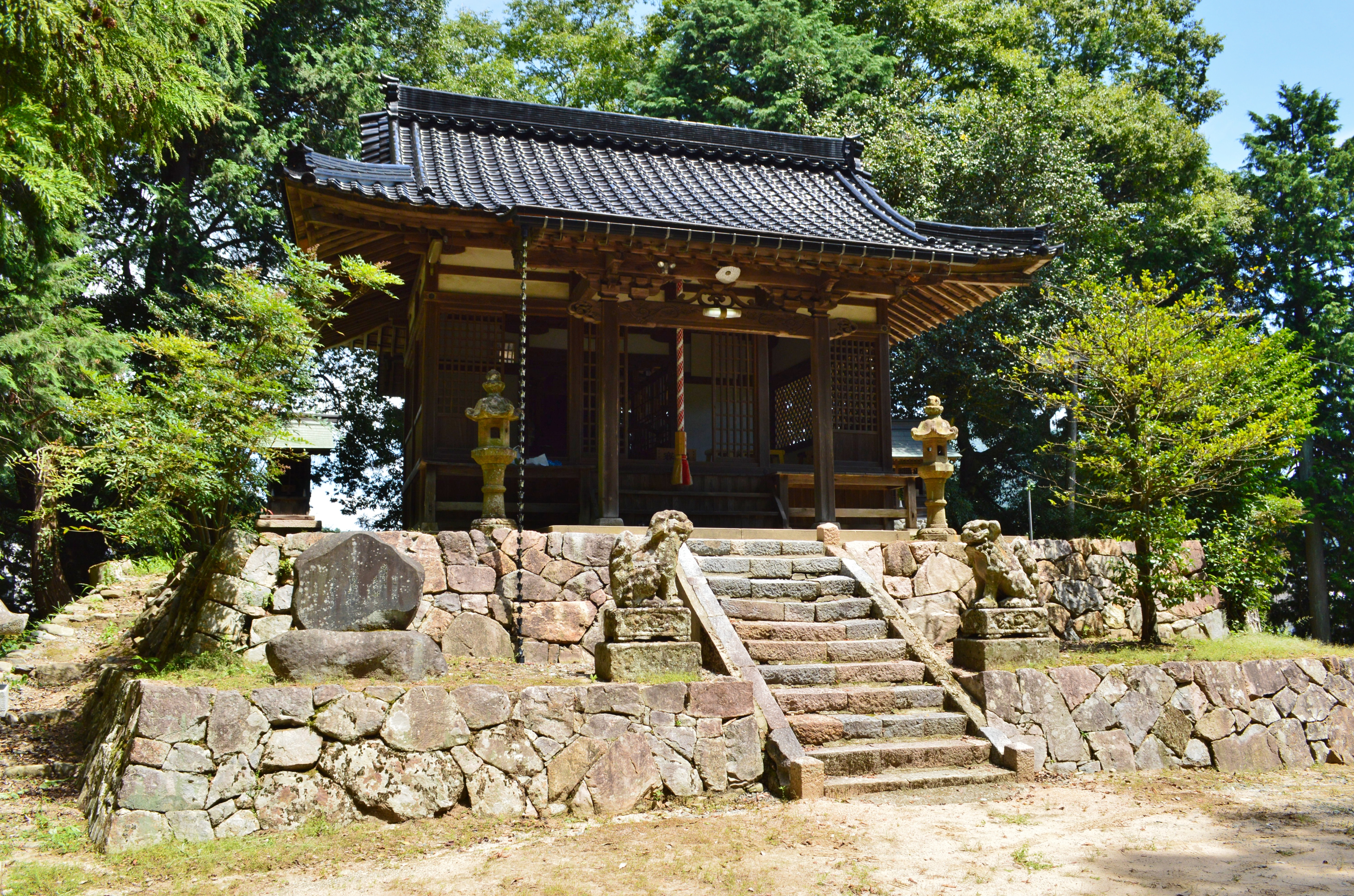
前方部墳頂の八幡神社

## 文化財

### 兵庫県指定文化財
- 史跡
  - 船之宮古墳 - 1961年（昭和36年）5月12日指定[6]。

## 関連文献
（記事執筆に使用していない関連文献）
- 『船宮古墳（朝来町文化財調査報告書 第2集）』朝来町教育委員会、1990年。